# Acacia umbrosa
Acacia umbrosa é uma espécie de leguminosa do gênero Acacia, pertencente à família Fabaceae.